# قاضی کندی (نمین)
قاضی کندی یک منطقهٔ مسکونی در ایران است که در دهستان گرده واقع شده‌است. براساس سرشماری مرکز آمار ایران در سال ۱۳۹۵، این روستا کمتر از سه خانوار جمعیت داشته‌است.